# Leslie Marmon Silko
Leslie Marmon Silko (rodným jménem Leslie Marmon, * 5. března 1948 v Albuquerque v Novém Mexiku) je indiánská spisovatelka pocházející z kmene Laguna Pueblo. Silko je jednou z klíčových postav druhé vlny hnutí, které Kenneth Lincoln nazval Indiánská renesance. V roce 1981 obdržela MacArthur “Genius” Grant.

## Životopis
Leslie Silko je z jedné čtvrtiny indiánka z Laguna Pueblo (kde se mluví jazykem keres), její ostatní předkové byli Evropští a Mexičtí Američané. Její otec, Lee Marmon, je význačný fotograf. Vyrostla na okraji pueblo společnosti, a to jak doslova, dům její rodiny stál na okraji rezervace, tak i obrazně, nemohla se účastnit různých rituálů, nebo vstoupit do mnohých spolků puebla. Znalost tradičních příběhů obyvatel Laguny tak získala díky své babičce a tetám. V důsledku toho se vždy silně ztotožňovala se svým indiánským původem. V rozhovoru s Alanem Veliem řekla: „Mí předci jsou různého původu, ale to, co znám já, je Laguna.“
Vzdělání získala v katolické škole v Albuquerque, v roce 1969 zakončila své studium na Univerzitě Nové Mexiko titulem BA (bakalář filozofie).
V roce 1966 se provdala za Richarda C. Chapmana a s ním pak měla syna Roberta Chapmana. Jejich manželství ale skončilo v roce 1969. Rozvodem v roce 1971 skončilo také její následné manželství s Johnem Silkem.

## Počáteční tvorba
Novela, kterou Silko napsala ještě během studií, The Man To Sand Rain Clouds, byla krátce po svém vydání hodnocena kladně, autorka za ni obdržela National Endownment For the Humanities Discovery Grant (grant Národní nadace pro humanitní vědy). Tato novela je ještě dnes často zařazována do antologií. V období mezi lety 1968 a 1974 Silko napsala a publikovala další novely a mnoho básní, většina z nich byla později vydána v knize Laguna Woman.

### Obřad
Román Obřad (Ceremony) byl poprvé vydán v roce 1997. Již počáteční recenze byly nadšené a dodnes je těžké nalézt kritiku, která by nebyla pozitivní. Stále zůstává indiánským románem, který se nejčastěji objevuje na sylabech vysokých škol, a o kterém byla napsána kritická hodnocení v rozsahu jedné knihy.
Román vypráví příběh Taya, veterána smíšeného původu, který se vrací z druhé světové války, kde bojoval s Japonci . Po návratu do chudobou postižené rezervace v Laguně se Tayo zotavuje z poválečného šoku. Pronásledují ho ale vzpomínky na bratrance, který ve válce zahynul. Záchranu zpočátku nalézá v alkoholu. Postupně, za pomoci šamana (smíšeného původu), začíná více chápat svět a své postavení v něm.
Obřad byl označen jako beletrie grálu – hrdina v ní překonává řadu překážek, aby dosáhl vytyčený cíl. Kniha je protkaná tradičními příběhy (několik starých příběhů je například v knize převyprávěno), což jen podtrhuje autorčiny schopnosti. Paula Gunn Allen, autorka básní pocházející také z Puebla, ale právě kvůli tomu knihu kritizovala. Řekla, že Silko prozradila tajemství kmene, na což neměla právo.
V Americe plné Vietnamem zasažených veteránů zaručilo poselství této knihy o uzdravování a smíření ras a lidí okamžitý i dlouhodobý úspěch. Kritik Alan Velie zařadil Silko spolu s N. Scottem Momadayem, Geraldem Vizenorem a Jamesem Welchem mezi své Čtyři indiánské literární mistry a to hlavně na základě působivosti této knihy.

## Ostatní díla
Silko vydala další román až za více než deset let. V roce 1981 uvedla na trh sbírku propojených básní a novel Story Teller a v roce 1986 publikovala svazek své korespondence s přítelem Jamese Wrightem Delicacy and Strength of Lace.

## Nebeletristická tvorba
Silko již dlouho komentuje záležitosti týkající se indiánů. Své komentáře, které se také zaobírají indiánskými záležitostmi a literaturou, publikovala v mnohých nebeletristických článcích.
Dvě její nejznámější eseje jsou otevřenými útoky na její kolegy spisovatele. V An Old-Fashioned Indian Attack in Two Parts (Staromódní indiánský útok ve dvou částech), poprvé vydané v souboru Gearyho Hobsona The Remembered Earth (Zapamatovaná Země, 1978), Silko obvinila Garyho Snydera, že profituje na indiánské kultuře, zvláště ve své sbírce Turtle Island, jejíž jméno a téma bylo převzato z mytologie Puebla. V roce 1986, v recenzi románu The Beet Queen spisovatelky Louise Erdrichové (Anishinaabe) s názvem Here´s an Odd Artifact for the Fairy-Tale Shelf Silko tvrdí, že autorka zavrhla téma usilování indiánů o nezávislost, aby mohla psát postmoderní beletrii.

## Díla
- Seznam děl v Souborném katalogu ČR, jejichž autorem nebo tématem je Leslie Marmon Silko
- Garden in the Dunes (1999)
- Love poem and Slim Man Canyon (1996)
- Yellow Woman and a Beauty of the Spirit: Essays on Native American Life Today (1996)
- Rain (1996)
- Sacred Water: Narratives and Pictures (1993)
- Yellow Woman (1993)
- Almanac of the Dead (1991)
- Delicacy And Strength of Lace Letters (1986)
- Storyteller (1981)
- Western Stories (1980)
- Obřad (1997) (Ceremony, 1977)
- Laguna Women: Poems (1974)